# Ordubad
Ordubad – miasto w zachodnim Azerbejdżanie, w Nachiczewańskiej Republice Autonomicznej. Stolica rejonu Ordubad. Populacja wynosi 10,7 tys. (2022).
24 października 2001 ze względu na swoje znaczenie historyczne i zabytkowy układ architektoniczny, miasto zostało umieszczone na azerskiej liście kandydatów do wpisu na Listę Światowego Dziedzictwa UNESCO.